# Pégomas
Pégomas  ist eine französische Gemeinde im Département Alpes-Maritimes mit 8143 Einwohnern (Stand 1. Januar 2022).

## Geographie
Pégomas liegt im Tal der Siagne wenige Kilometer nordwestlich von Cannes an der Landstraße D9 nach Grasse.
Die Nachbargemeinden von Pégonas sind die Stadt Grasse im Norden, Mouans-Sartoux im Nordosten, La Roquette-sur-Siagne im Südosten, Mandelieu-la-Napoule im Süden, Tanneron im Westen und Auribeau-sur-Siagne im Nordwesten.

## Bevölkerungsentwicklung
| Jahr                       | 1962 | 1968 | 1975 | 1982 | 1990 | 1999 | 2007 | 2017 |
| Einwohner                  | 1332 | 1717 | 2149 | 3452 | 4618 | 5794 | 6296 | 7972 |
| Quellen: Cassini und INSEE |      |      |      |      |      |      |      |      |

## Tourismus
Pégomas liegt an der Straße der Mimosen, auch Mimosenstraße genannt (frz.: La Route du Mimosa; engl.: Golden Route). Es ist eine 130 km lange touristische Strecke, die entlang der Côte d’Azur von Bormes-les-Mimosas aus über Rayol-Canadel-sur-Mer, Sainte-Maxime, Saint-Raphaël, Mandelieu-la-Napoule, Tanneron und Pégomas bis nach Grasse führt. Von Januar bis Mitte März stehen die ursprünglich aus Australien kommenden gelbblühenden Akaziengewächse in Blüte.
Siehe auch: Liste der Monuments historiques in Pégomas

## Partnerstadt
Partnerstadt ist seit 1988 Castel San Niccolò, eine toskanische Gemeinde in der Provinz Arezzo in Italien.